# Scott Meyers

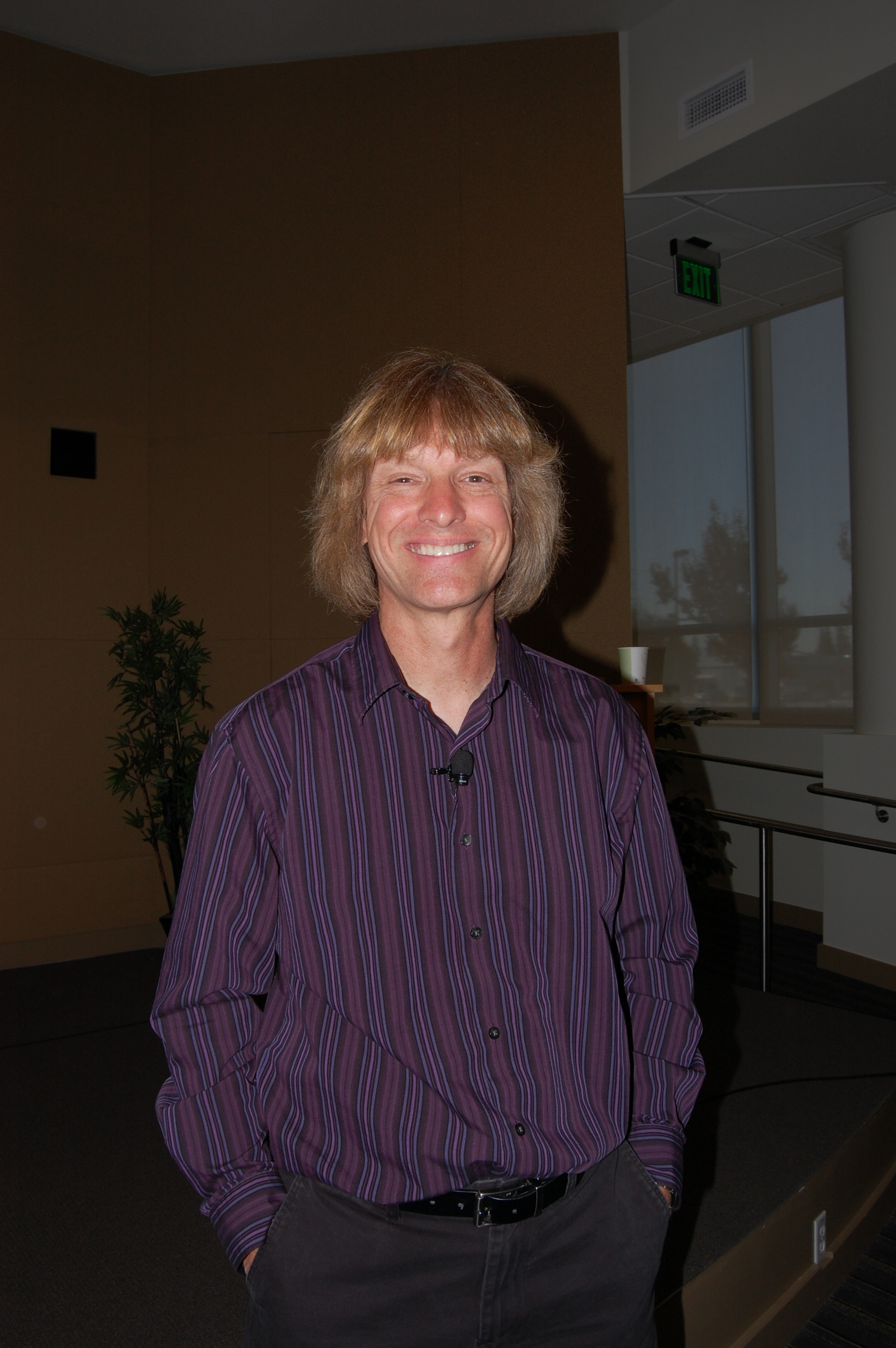
Scott Meyers (2013)

Scott Douglas Meyers (* 9. April 1959) ist ein amerikanischer Informatiker. Er schrieb mehrere Einführungswerke zur Programmiersprache C++ und ist ein gefragter Referent bei Konferenzen und Messen. Meyers erhielt einen M.S. in Informatik an der Stanford University und einen Ph.D. im selben Fach an der Brown University.
Im März 2009 wurde Meyers mit dem Dr. Dobb’s Journal Excellence in Programming Award ausgezeichnet.
Ende Dezember 2015 gab Meyers auf seinem Blog bekannt, dass er sich nach über 25 Jahren aus der C++-Entwicklung und -Wissensvermittlung zurückziehe.

## Publikationen
- Effective C++: 55 Specific Ways to Improve Your Programs and Designs, Addison-Wesley 1992. ISBN 0-321-33487-6
- More Effective C++: 35 New Ways to Improve Your Programs and Designs, Addison-Wesley 1995. ISBN 0-201-63371-X
- Effective STL: 50 Specific Ways to Improve Your Use of the Standard Template Library, Addison-Wesley 2001. ISBN 0-201-74962-9
- Effective Modern C++: 42 Specific Ways to Improve Your Use of C++11 and C++14, O’Reilly Media 2014. ISBN 1-4919-0399-6